# Jeże (województwo warmińsko-mazurskie)
Jeże (niem. Gehsen) – wieś w Polsce położona w województwie warmińsko-mazurskim, w powiecie piskim, w gminie Pisz. W latach 1975–1998 miejscowość administracyjnie należała do województwa suwalskiego.

## Historia
Wieś powstała w ramach kolonizacji Wielkiej Puszczy. Wcześniej był to obszar Galindii. Wieś ziemiańska, dobra służebne w posiadaniu drobnego rycerstwa (tak zwani wolni, ziemianie w język staropolskim), z obowiązkiem służby rycerskiej (zbrojnej). W XV i XVI w. wieś wymieniana w dokumentach pod nazwami: Yeschen, Geschische, Gehsen.
Wieś wzmiankowana w dokumentach już w roku 1424. Dobra służebne (czyli wieś ziemiańska) lokowane w 1445, nadane przez komtura Eberharda von Wesenthau dla Staśka Jeżko (stąd nazwa wsi) i jego braci: Mikołaja i Czyrnako. Dobra służebne Jeże obejmowały 30 łanów w dąbrowie, położonej między rzeką Pisą, rzeką Wincentą, Turowem i Dłutowem, na prawie magdeburskim. Staśko otrzymał 18 łanów, Mikołaj 7 łanów a Czyrnako – 5. Obowiązek służby zbrojnej był następujący: Staśko jedną z 10 łanów, pozostałe dwie służby zbrojne wszyscy trzej od 20 łanów. Później wieś wzmiankowana w latach 1476, 1491. W 1570 Maciej Żak z Jeży otrzymał 4 łany boru przy nowym młynie w Rudnikach oraz przejął tamtejszą hamernię, na prawie chełmińskim.
Na początku XX w. we wsi mieszkało ok. 600 osób, a miejscowość miała prawo organizowania jarmarków. Domy we wsi były kryte strzechą słomianą, kościół murowany z absydą i wieżyczką, wybudowany był w 1866 r. Dzwony kościoła w Jeżach odlane zostały w dawnej hucie żelaza w Wądołku. Pastorem w Jeżach był w tym czasie (początek XX w.) ks. Antoni Hensel, autor niemieckiego przewodnika po Mazurach.
We wrześniu 1939 r. o okolicy Dłutowa i Jeży miał miejsce wypad zwiadu wojsk polskich (w czasie kampanii wrześniowej).
Pod koniec lat 60. XX w. we wsi funkcjonowała poczta.